# أبو بكر بن علي
أبو بكر بن علي بن أبي طالب هو ابن أمير المؤمنين والخليفة الراشد الرابع علي بن أبي طالب، أمه ليلى بنت مسعود الدارمية، قُتل في معركة كربلاء في نصرة أخيه الحسين بن علي.

## النسب
هو أبو بكر بن علي بن أبي طالب، وهو ابن علي بن أبي طالب، أول أئمة أهل البيت عند الشيعة، ورابع الخلفاء الراشدين عند أهل السنة والجماعة، أمه ليلى بنت مسعود الدارمية، وأشقاؤه هم عبيد الله وعبد الله الأصغر.
قيل اسمه عبد الله، وقيل عبيد الله، وقيل محمد، وقيل عتيق، وقيل لا يعرف له اسم.

## ولادته
ولد أبو بكر عام 38 هـ في الكوفة، وأمه ليلى بنت مسعود الدارمية.

## مقتله
قتل أبو بكر في نصرة أخيه الحسين بن علي سنة 61 هـ الموافق 12 أكتوبر سنة 680م.، وثمّ تقدّم إخوة الحسین عازمین على أن یموتوا دونه، فأوّل من تقدّم منهم أبو بکر بن علیّ فتقدّم وهو یقول:
واختُلف في قاتله، وقيل هو زجر بن قيس أو بدر التميمي وقيل النخعي، وقيل عقبة الغنوي، أو هاني بنت ثبيت الحضرمي، أو رجل من تميم بن أبان من دارم، أو رجل من همدان، وقيل لم يعرف قاتله ووجد مقتولاً في ساقية. وقد شك بعضهم بمقتل أبي بكر.

## محمد الأصغر
تذكر بعض المصادر أنه هو نفسه محمد الأصغر، وقالوا أن أبا بكر كنيته واسمه محمد، وقيل بل هما مختلفان. وقيل أمه أم ولد يقال لها الورقاء.  ويكنى أبي القاسم. وأنه ولد في الكوفة المقدسة عام 38 هـ. وقيل ولد في عام 39 هـ. وقد قال أبو الفرج الأصفهاني: «ومحمد الأصغر ابن علي بن أبي طالب وأمه أم ولد»، وقال المدائني: «إن رجلاً من تميم من بني أبان بن دارم قتله»، ويوصف بالأصغر مقابل محمد الأكبر ومحمد الأوسط.
وذكر الشيخ المفيد أن محمد الأصغر هو نفسه أبي بكر بن الإمام علي.
وذكر ابن الأميني بأن الأعداء حملوا على محمد الأوسط ومحمد الأصغر ابني علي وأنهما معاً برازا إلى المعركة فاحتوشهما الأعداء من كل جانب وقطعوهما بالسيف إرباً إرباً، وقال الشيخ المفيد: «ومحمد الأصغر المكنى أبا بكر وعبيد الله الشهيدان مع أخيهما الحسين عليه السلام بالطف، أمهما ليلى بنت مسعود الدارمية»، وذكر صاحب ناسخ التواريخ: برز إلى المعركة وقتل من القوم جماعة كثيرة حتى قتله رجلاً من بني تميم من أبان بن دارم.
وقال ابن شهر آشوب: «ويقال: لم يقتل محمد الأصغر بن علي بن أبي طالب لمرضه، ويقال: رماه رجل من بني دام فقتله». وقيل في رجال الطوسي: «هو محمد الأصغر بن أمير المؤمنين عليه السلام قتل مع أخيه في الطف وكنيته أبو بكر»، وذكر المحلاتي: «إن قاتله الذي عبر عنه برجل من بني دارم هو زرعة بن شريك الدارمي».